# Chin Chin
Chin Chin är ett musikalbum av Flamingokvintetten, utgivet 1969. 

## Låtlista

### Sida A
1. Chin Chin
2. När kommer du
3. Yárriva
4. Om du längtar
5. Min dröm skall bli sann
6. Ett gyllene band på din hand

### Sida B
1. Kalenderflickan
2. Brutna löften
3. Det är lätt att bli kär i nån som dig
4. Sänd mig ett minne av vår kärlek
5. Tango dámore
6. Varför tog jag ej adressen